# Élôn
Élôn est un fils de Zébulon fils de Jacob et de Léa. Sa mère est Mérushah. Ses descendants s'appellent les Élonites.

## Élôn et ses frères
Élôn a pour frères Séred et Yahléel(ou Jahleel).

## Élôn en Égypte
Élôn part avec son père Zébulon et son grand-père Jacob pour s'installer en Égypte au pays de Goshen dans le delta du Nil.
La famille des Élonites, dont l'ancêtre est Élôn, sort du pays d'Égypte avec Moïse,.